# Margarites succinctus
Margarites succinctus är en snäckart som beskrevs av Carpenter 1864. Margarites succinctus ingår i släktet Margarites och familjen pärlemorsnäckor. Inga underarter finns listade i Catalogue of Life.